# 맥용 마이크로소프트 오피스 2016
맥용 마이크로소프트 오피스 2016(영어: Microsoft Office for Mac 2016)은 마이크로소프트에서 2015년가을에 출시한 맥용 오피스이다. 맥용 마이크로소프트 오피스 2011의 후속 버전이다. 2015년 7월 9일에는 마이크로소프트 오피스 365 구독자에게 공개되었다.

## 역사 및 개발
2015년 3월 5일 (PDT)에 맥용 마이크로소프트 오피스 2016 프리뷰가 배포되었다.

## 변경 사항
- 맥 운영체제와의 통합 강화
- 윈도용 MS 오피스2016 과의 통합
- 레티나 디스플레이 지원[3]
- 한국어 지원 (이전버전까지 맥용 오피스는 한국어를 지원하지 않음)

## 같이 보기
- 마이크로소프트 오피스 2016